# Alida Schmidt-Stiftung
Die Alida Schmidt-Stiftung ist eine öffentliche Stiftung.
Ihre Vermögenswerte kommen wohltätigen Zwecken zugute.

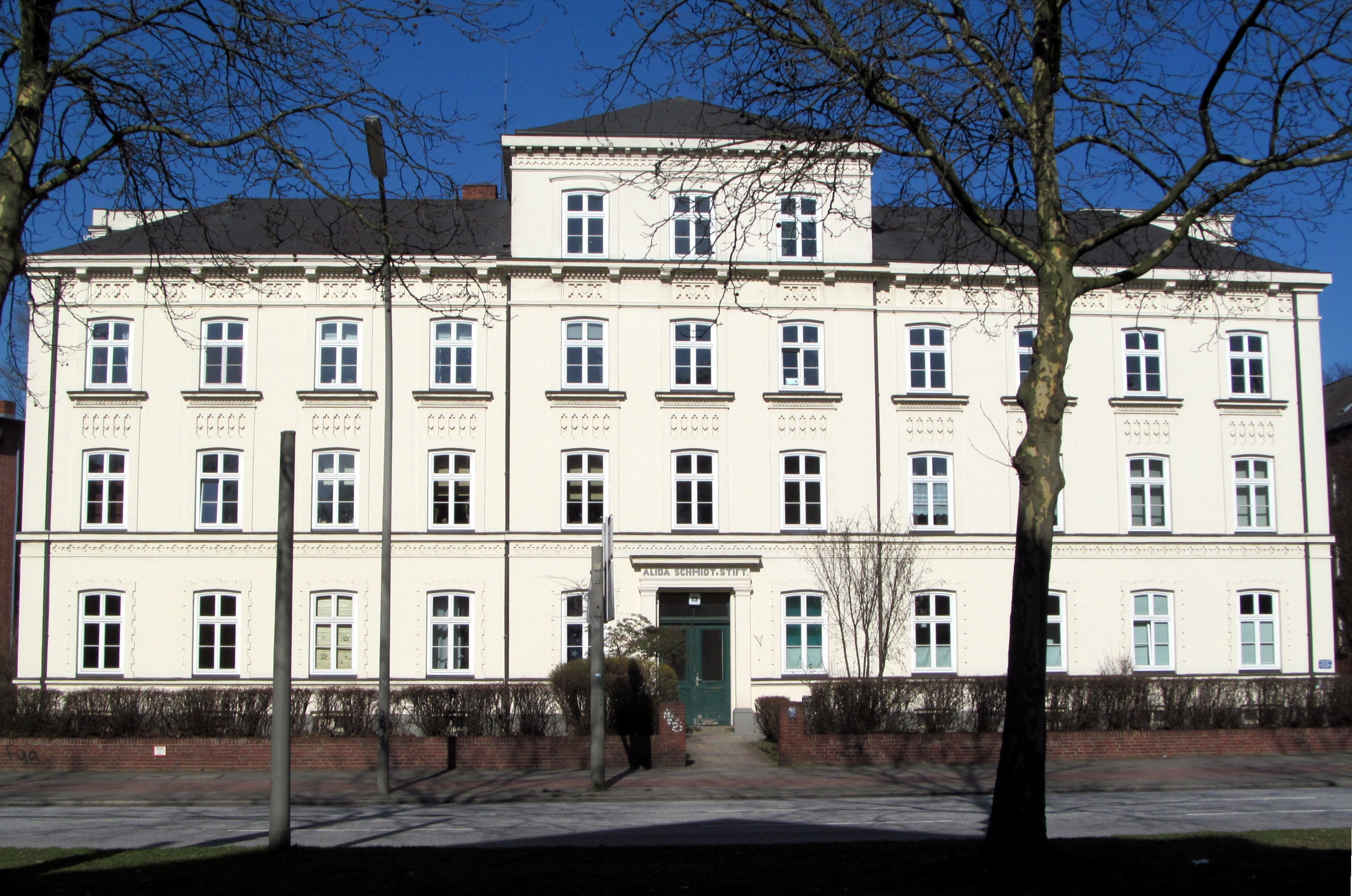
Alida Schmidt-Stift

## Geschichte
Der Ursprung der Alida Schmidt-Stiftung liegt im 19. Jahrhundert.

### 19. Jahrhundert
Gegründet wurde die Stiftung im Jahr 1874 in Hamburg als Wohnstift. Stifterin war Ida Schmidt, die Witwe des Kaufmanns und Konsuls Friedrich Wilhelm Schmidt. Im Andenken an ihre im Alter von 23 Jahren nach langer Krankheit verstorbene Tochter Alida erhielt die Stiftung den Namen Alida Schmidt-Stiftung.
Das ein Jahr später, 1875, mit 34 Wohnungen, eröffnete Alida Schmidt-Stift lag in Hamburg-Borgfelde. Errichtet worden war das Stift in der Bürgerweide 23. Albrecht Rosengarten, der Architekt der Stiftsanlage Schröderstift, zeichnete für dieses verantwortlich. Das Grundstück hatte die Stadt Hamburg in Erbpacht zur Verfügung gestellt, auf welchem dieses stand. 1980 gab die Stiftung das Grundstück mit dem Stiftsgebäude an die Stadt zurück. Das Gebäude steht seit 1982 unter Denkmalschutz.
Seitens der Stiftung wurden im 19. Jahrhundert hilfsbedürftige Frauen unterstützt. Diese konnten im Stiftsgebäude unentgeltlich wohnen. Auch trug die Stiftung die Kosten für das Heizen der von den Frauen genutzten Wohnungen.

### 20. Jahrhundert
Nach dem Tod Ida Schmidts im Jahr 1904 wurde die Stiftung der Stadt Hamburg übertragen. Dies geschah auf Verfügung der Stifterin. Fortan hatten Senatoren den Stiftungsvorsitz inne.
Erstmals 1923 mussten die Bewohnerinnen des Stifts geringe Mietzahlungen leisten. Infolge der Inflation 1923 war das der Stiftung zugrunde liegende Geldvermögen in erheblichem Maße verringert worden.
Im Jahr 1933 ging der Stiftungsvorsitz vom sozialdemokratischen Senator Paul Neumann an den Nationalsozialisten Wilhelm von Allwörden über.
Seit 1938 konnten nur noch deutsche Volksgenossinnen christlicher Konfession im Stift wohnen.
Im Jahr 1951 wurde diese Einschränkung zurückgenommen. Die Stiftungssatzung erfuhr insoweit eine Änderung, als sie festhielt, dass bedürftige Menschen ohne Ansehen ihrer Konfession berechtigt waren, in der Wohnstiftung zu leben.
In der Alida Schmidt-Stiftung gingen nach dem Ende des Zweiten Weltkrieges neun andere Stiftungen auf, deren Gebäude zerstört worden waren oder die ihr Vermögen verloren hatten.
Übertragen wurde 1952 an die Stiftung das Vermögen der 1938 gegründeten Stiftung des nationalsozialistischen Gauleiters von Hamburg Karl Kaufmann. Von dem hinzugekommenen Vermögen sollte ein Stiftsgebäude für Ehepaare errichtet werden, von denen ein Teil schwerkriegsbeschädigt war. Zwei Jahre später, 1954, erfolgte in der Bürgerweide 21 die Eröffnung einer Unterkunft für Kriegsversehrte mit 53 Wohnungen.
Die Verwaltung der Stiftung war seit Anfang der fünfziger Jahre in der Hamburger Sozialbehörde angesiedelt. Ende der 1970er Jahre wurde die Stiftung aus der Behördenstruktur gelöst.

#### Suchtkrankenhilfe
Seit den 1970er Jahren betreibt die Stiftung Einrichtungen der Suchtkrankenhilfe.
Alkohol- und medikamentenabhängige Patienten werden im 1979 eröffneten Fachkrankenhaus Hansenbarg in Hanstedt behandelt.
Das zunächst von der Landesversicherungsanstalt gepachtete Krankenhaus wurde im Jahr 1999 von der Alida Schmidt-Stiftung erworben.
Es ist die älteste und größte Hamburger Fachklinik für Abhängigkeitskranke.

### 21. Jahrhundert
Im 21. Jahrhundert nimmt sich die Alida Schmidt-Stiftung Menschen an, die bedingt durch ihren körperlichen, geistigen oder seelischen Zustand die Hilfe anderer benötigen oder die als bedürftig anzusehen sind.
Zweck der Stiftung ist die Förderung der öffentlichen Gesundheitspflege; ebenso der Kinder- und Jugend- sowie Altenhilfe.
Die Stiftung bietet stationäre und ambulante Einrichtungen sowie stationäre Pflegeeinrichtungen für Jugendliche an. Es stehen ebenfalls Seniorenwohnanlagen zur Verfügung.
Verwirklicht wird der Stiftungszweck dadurch, dass Plätze oder Wohnungen in Wohn- beziehungsweise Pflegeeinrichtungen und Krankenhäusern zur Verfügung gestellt werden. Auch erfolgt seitens der Stiftung eine ambulante Beratung und Betreuung hilfsbedürftiger Menschen.
Die Stiftung ist im 21. Jahrhundert ein sozialwirtschaftliches Unternehmen mit 250 Beschäftigten.